# Gobierno nacionalista de Nankín
El Gobierno nacionalista de Nankín (en chino tradicional, 南京国民政府; pinyin, Nánjīng Guó Mín Zhèngfǔ), también llamado Gobierno nacional reorganizado de la República de China (en chino tradicional, 中華民國國民政府; pinyin, Zhōnghuá mínguó guómín zhèngfǔ), fue un gobierno títere del Imperio del Japón en el este de China, creado el 30 de marzo de 1940 y bajo el liderazgo de Wang Jingwei.
El Gobierno nacionalista de Nankín fue uno de los varios Estados títeres de los japoneses durante la segunda guerra sino-japonesa (1937-1945), y un rival para el gobierno de Chiang Kai-shek, que fue, con el mismo nombre, Gobierno Nacional de la República de China en Chongqing. Wang Jingwei era un miembro del ala izquierda del Kuomintang (KMT), que se había desgajado del gobierno de Chiang en marzo de 1940 rechazando a los invasores japoneses. Reclamando ser el legítimo gobierno de la República de China, enarboló la misma bandera e incluyó el mismo emblema que el gobierno nacionalista. Sin embargo, es reconocido de forma mayoritaria como un títere y no gozó de reconocimiento diplomático, a excepción de los firmantes del Pacto Antikomintern.
En teoría, el régimen fue una reintegración de varias entidades que Japón había establecido en el norte y centro de China, incluyendo la Gobierno reformado de la República de China del este, el Gobierno provisional de la República China del norte y Mengjiang en Mongolia Interior. No obstante, tanto el norte de China como Mongolia Interior permanecieron relativamente libres de su influencia.

## Nombres
El nombre oficial del Estado fue República de China (en chino tradicional, 中華民國; pinyin, Zhōnghuá Mínguó), pero también es llamada a veces como la «República de China-Nankín». Otros nombres empleados frecuentemente por la historiografía son «Régimen de Wang Jingwei» (en chino tradicional, 汪精卫政权; pinyin, Wāng Jīngwèi Zhèngquán) o simplemente «Régimen de Nankín».

## Gobierno y administración

### Fronteras políticas
En teoría, el Gobierno controlaría toda China con la excepción de Manchukuo, que se reconoció como Estado independiente. En realidad, el Gobierno Reformado controlaba sólo Jiangsu, Anhui, y el sector norte de Zhejiang, todos ellos territorios controlados desde 1937 por los japoneses. Sin embargo, las fronteras controladas por este gobierno fueron variando debido a los territorios ganados (y/o perdidos) por los japoneses durante la guerra.
Así, durante la ofensiva japonesa de diciembre de 1941, el Gobierno de Nankín amplió su control a Hunan, Hubei, y a algunas partes de la provincia de Jiangxi. El puerto de Shanghái y las ciudades de Wuchang y Hankou fueron también controladas por las autoridades de Nankín en diversas ocasiones.

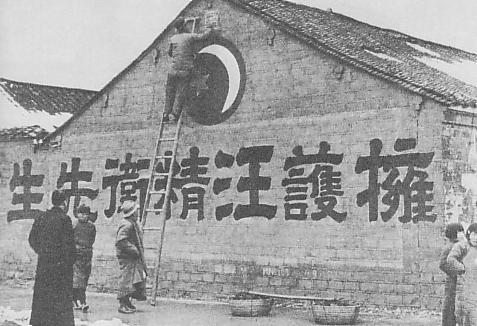
Pintada ensalzando a Wang Jingwei.

Las provincias controladas por los japoneses de Hebei y Shandong fueron también parte teórica de su entidad política a pesar de que en la práctica eran administrados por el comandante japonés del Ejército del Frente Norte, en virtud de un gobierno independiente con sede en Pekín. Al igual que el Frente del Norte, los sectores del sur tenían sus propios gobiernos y milicias japonesas. Cada frente actuó como una unidad militar única con su propia administración política y económica, así como con su propio comandante militar japonés.
- Jiangsu: 108 308 km²; capital: Chinkiang.
- Anhui: 134 389 km²; capital: Anking (incluida la capital nacional de Nankín).
- Zhejiang: 103 030 km²; capital: Hangchou.

Durante la guerra, el Ejército Imperial Japonés cometió numerosas atrocidades en la zona controlada por el Gobierno colaboracionista, como la llamada operación "Transferencia de remanentes" para asustar a la población. El general Toshizo Nishio, comandante en jefe de las fuerzas expedicionarias del Ejército Imperial japonés en la China continental, fue reemplazado posteriormente por el general Neiji Okamura. El 9 de septiembre de 1945, tras la derrota de Japón en la Segunda Guerra Mundial, las fuerzas japonesas en la zona se entregaron al general He Yingqin del Ejército Nacional Revolucionario.

### Personas destacadas

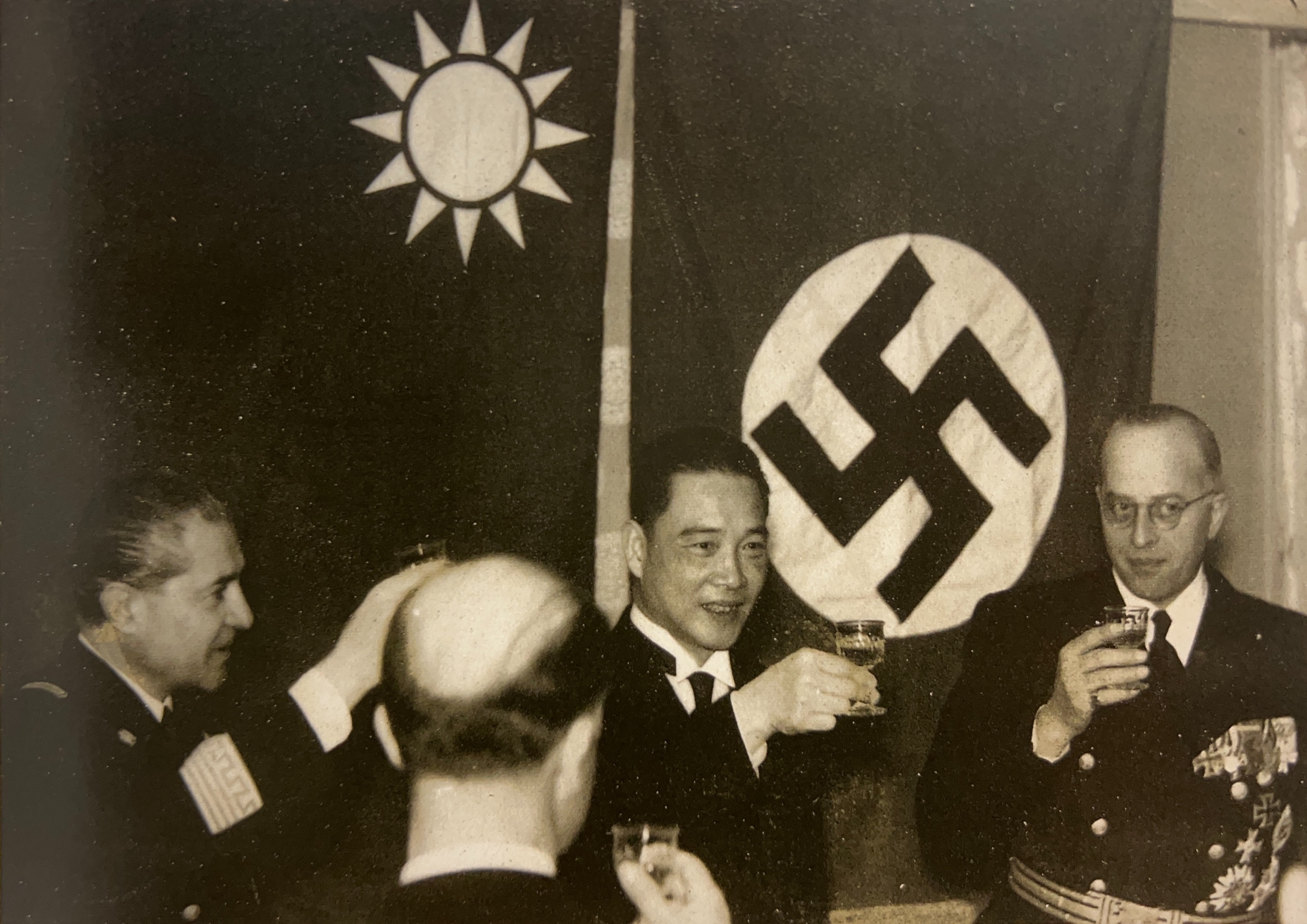
Wang Jingwei recibiendo a unos diplomáticos nazis.

Estructura de la administración local reformada:
- Liang Hongzhi: Presidente y jefe de Estado en el período inicial.
- Wang Jingwei: Presidente y jefe de Estado (1940 - 1944).
- Chen Gongbo: Presidente y jefe de Estado después de la muerte de Wang. Asimismo ocupó los cargos de Presidente del Yuan Legislativo y alcalde de Shanghái.
- Zhou Fohai: Vicepresidente y ministro de Finanzas en el Ejecutivo Yuan.
- Kumataro Honda: Político japonés. Consejero del gobierno local y Embajador japonés en Nankín.
- Nobuyuki Abe: Asesor político japonés en la administración china.
- Teiichi Suzuki: Militar, y asesor político en la administración china.
- Kaya Okinori: Nacionalista japonés, comerciante y asesor comercial en la zona china.
- Chu Minyi: Embajador Nacional en Yokohama, Japón.
- Tao Liang: Terrateniente y funcionario del gobierno chino.
- Chao Kung: Personaje oscuro, presunto líder budista.

### Población
La población ha sido estimada sobre las cifras del Ministerio de Asuntos Interiores en 1937-38, sin tener en cuenta las regiones exteriores o aquellas zonas ocupadas con posterioridad:
- Jiangsu: 15 804 623
- Anhui: 23 354 188
- Zhejiang: 21 230 749

Territorios chinos bajo ocupación japonesa durante la guerra, entre los que se enmarcan los del Gobierno de Nankín.

La población de las ciudades más importantes:
- Nankín: 1 100 000
- Shanghái: 3,703 430 (incluidos 75 000 extranjeros).
- Suzhou: 576 000
- Hanzhou: 389 000
- Shaoning: 250 000
- Ningpoo: 250 000
- Hankow: 804,526 (durante su control temporal)

Otras estimaciones sobre la población hablan de:
- Shanghái: 3 500 000
- Hankow: 778 000

### Defensa Nacional
El Ejército japonés organizó un ejército local, supuestamente para defender el Régimen de Nankín controlado por los japoneses. En realidad, este funcionó como una segunda línea de defensa y contención en la segunda guerra sino-japonesa. Con este fin, se organizó una Fuerza Aérea Colaboracionista en la que se incluyeron, entre otras, los siguientes aparatos:
- Nakajima Ki-34 "Tora" para actividades militares y de transporte de tropas;
- Nakajima Ki-27b "Nate";
- Tachikawa Ki-55 "Ida" para la formación de tropas;
- Tachikawa Ki-9 "Spruce" para el reconocimiento y vigilancia, y
- Nakajima Ki-43 Ia Hayabusa "Oscar" para la defensa.

Para el Ejército chino Colaboracionista, Japón suministró:
- Tanquetas Tipo 94 Te-Ke;
- Tanques medios Tipo 89 I-Go;
- Carabinas Tipo 38;
- Cascos alemanes M1935, cañones, morteros;
- Fusiles Arisaka y pistolas Nambu.

Esta fue probablemente la razón por la que la Armada Imperial Japonesa pudo asumir el control total del puerto de Shanghái, y de los puertos fluviales en Hankow y Wuchang. El régimen dispuso también de un cuerpo de policía bajo control japonés. Los políticos locales y los medios de comunicación proporcionaron a su vez abundante propaganda en favor de los japoneses. Se incluyeron frases que alababan a los "heroicos esfuerzos de las tropas imperiales", y abogaron por una "defensa nacional contra el comunismo y los intereses occidentales". Algunos de los líderes militares fueron:
- Ministro de Asuntos Militares: Wenyue Bao (鲍文樾)
- Ministro de Marina: Ren Yuandao (任援道)
- General jefe de Estado Mayor: Yang Kuiyi (杨揆一)
- Ministro de Adiestramiento Militar: Xiao Shuxuan (萧叔萱)

Las fuerzas de Chiang Kai-shek capturaron a numerosos miembros del ejército de Wang Chingwei durante los enfrentamientos militares. Los enemigos prisioneros de bajo rango fueron persuadidos para renegar y luchar junto a las fuerzas antijaponesas mientras que aquellos de alto rango fueron ejecutados.

## Sectores Industriales
Antes y durante el control japonés de la Reforma de Nankín de la República China, las estimaciones sobre el desarrollo de la agricultura son las siguientes:

### Zonas de grano invernal y de kaoliang
- Precipitación: 600 mm
- Período de crecimiento: 241 días
- Superficie de tierra cultivada: 308 000 km²
- Superficie de tierra cultivada: 47% para el trigo invernal y el 68 % para kaoliang.
- Área óptima para el cultivo por granja: 21 000 m²
- Porcentaje de campesinado: 5 %
- Densidad de población por unidad de superficie de tierras cultivadas: 450 personas/km²

Distribución de los cultivos
- Trigo: 46 %
- Arroz: 23 %
- Maíz: 16 %
- Algodón: 9 %
- Kaoliang: 19 %

Distribución animal
- Bueyes: 40 %
- Burros: 21 %
- Mulas: 16 %

Tipos de Transporte
- Carretas: 32 %
- Carros de mano: 36 %
- Animales de carga: 21 %
- Carros: 60%

Productos típicos
- Ziziphus
- Forrajes

### Zonas de cultivo en el Yangtze
- Precipitación: 1070 mm
- Período de crecimiento: 293 días
- Superficie de tierra cultivada: 40 328 km ²
- Superficie de tierra cultivada: 61 % para el arroz y el 25 % para el trigo
- Área óptima para el cultivo por granja: 14 000 m²
- Porcentaje de campesinado: 25 %
- Densidad de población por unidad de superficie de tierras cultivadas: 525 personas/km²

Distribución de los cultivos
- Arroz: 58%
- Trigo: 31%
- Algodón: 13%
- Cebada: 19%

Distribución animal
- Bueyes: 40 %
- Búfalos de agua: 42 %
- Cerdos: 15 %

Tipos de Transporte
- Carretas: 4 1%
- Carros de mano: 22 %
- Pequeños buques y embarcaciones: 33 %

Productos típicos
- Bambú

### El cultivo de la tierra
- Anhwei:
  - Cultivo de la tierra: 22,7 %
  - Tierras cultivadas por persona: 0,38 acres (1500 m²)
- Kiangsu:
  - Cultivo de la tierra: 52,4 %
  - Tierras cultivadas por persona: 0,39 acres (1600 m²)
- Chekiang:
  - Cultivo de la tierra: 26,3 %
  - Tierras cultivadas por persona: 0,30 acres (1200 m²)